# Resolutie 1115 Veiligheidsraad Verenigde Naties
Resolutie 1115 van de Veiligheidsraad van de Verenigde Naties werd unaniem door de VN-Veiligheidsraad aangenomen op 21 juni 1997.

## Achtergrond
Op 2 augustus 1990 viel Irak zijn zuiderbuur Koeweit binnen en bezette dat land. De Veiligheidsraad veroordeelde de inval en later kregen de lidstaten carte blanche
om Koeweit te bevrijden. Eind februari 1991 was die strijd beslecht waarna Irak zich neerlegde bij alle aangenomen VN-resoluties.

## Inhoud

### Waarnemingen
De Veiligheidsraad was door UNSCOM ingelicht over incidenten op 10 en 12 juni, waarbij Irak (wapen)inspectieteams van UNSCOM de toegang tot te inspecteren sites ontzegde. In voorgaande resoluties had de Raad bepaald dat Irak eender welke site onmiddellijk, onvoorwaardelijk en onbeperkt moest openstellen voor inspectie. Pogingen om dat te verhinderen waren onaanvaardbaar.

### Handelingen
Iraks weigering om toegang te verlenen werd op basis van hoofdstuk VII van het VN-Charter veroordeeld als een schending van die resoluties. De Raad eiste dat het land aan UNSCOM alsnog toegang verleende tot eender welke site en verder tot eender welke persoon die ze wilde ondervragen. Aan UNSCOM werd gevraagd Iraks naleving hiervan te evalueren in haar volgende rapport, overeenkomstig resolutie 1051. Mocht Irak niet voldoen, dan zouden er aanvullende maatregelen worden genomen tegen de Iraakse functionarissen die hiervoor verantwoordelijk waren.

## Verwante resoluties
- Resolutie 1060 Veiligheidsraad Verenigde Naties (1996)
- Resolutie 1111 Veiligheidsraad Verenigde Naties
- Resolutie 1129 Veiligheidsraad Verenigde Naties
- Resolutie 1134 Veiligheidsraad Verenigde Naties

Lijst ·  1093 ·  1094 ·  1095 ·  1096 ·  1097 ·  1098 ·  1099 ·  1100 ·  1101 ·  1102 ·  1103 ·  1104 ·  1105 ·  1106 ·  1107 ·  1108 ·  1109 ·  1110 ·  1111 ·  1112 ·  1113 ·  1114 ·  1115 ·  1116 ·  1117 ·  1118 ·  1119 ·  1120 ·  1121 ·  1122 ·  1123 ·  1124 ·  1125 ·  1126 ·  1127 ·  1128 ·  1129 ·  1130 ·  1131 ·  1132 ·  1133 ·  1134 ·  1135 ·  1136 ·  1137 ·  1138 ·  1139 ·  1140 ·  1141 ·  1142 ·  1143 ·  1144 ·  1145 ·  1146